# Die Höhle der Löwen/Staffel 7
Die siebte Staffel der Unterhaltungsshow Die Höhle der Löwen wurde vom 10. März bis 21. April 2020 von dem deutschen Free-TV-Sender VOX ausgestrahlt. Die Moderation wurde erneut von Ermias Habtu übernommen. Als „Löwen“ waren wie in der sechsten Staffel Carsten Maschmeyer, Frank Thelen, Judith Williams, Georg Kofler, Dagmar Wöhrl, Ralf Dümmel und Nils Glagau zu sehen.
Pro Pitch waren jeweils nur fünf der Investoren zu sehen, die sich entsprechend abwechselten. Zudem handelte es sich um Thelens letzte Staffel als „Löwe“.

## Episoden
| Nr. (ges.) | Nr. (St.) | Teilnehmer                                                                     | Premiere D    | Zuschauer |
| ---------- | --------- | ------------------------------------------------------------------------------ | ------------- | --------- |
| 67         | 1         | rootify ○, Willhelm Grill ×, ROSTdelete ✓, Pakama ×, Mimik Skincare ○          | 10. März 2020 | 2,20 Mio. |
| 68         | 2         | Maison Baum ×, flexylot ✓, Curassist ○, petTracer ×, YAB Fitness ○             | 17. März 2020 | 2,12 Mio. |
| 69         | 3         | Yuca Loca ×, CB.Lash ○, commentaro ×, LeiKoSi ×, Lazy Leaf ✓, Music Traveler × | 24. März 2020 | 2,39 Mio. |
| 70         | 4         | caryyygum ✓, FitterYOU ×, Kofu ×, Margaret and Hermione ✓, Flexmed ✓           | 7. Apr. 2020  | 2,49 Mio. |
| 71         | 5         | Capanova ×, GentleMonkeys ✓, Ayse Byzanz ×, Sdui ×, RopeScout ✓                | 14. Apr. 2020 | 2,27 Mio. |
| 72         | 6         | Panthergrip ✓, drinkbetter elixir ✓, keimEx ×, Rankwerk ×, Duschbrocken ✓      | 21. Apr. 2020 | 2,20 Mio. |

## Gründer und Unternehmen
Die erste Spalte mit der Überschrift # entspricht der Episodennummer der Staffel und der Reihenfolge des Auftritts in der Sendung. Bei der angegebenen Bewertung handelt es sich jeweils um die sogenannte Pre-Money-Bewertung, diese stellt die Bewertung eines Unternehmens vor einer Finanzierungsrunde dar.
| #   | Name                                                                     | Gründer                                          | Bewertung   | Kapitalbedarf | Anteile | Investment             | Investor                         |
| --- | ------------------------------------------------------------------------ | ------------------------------------------------ | ----------- | ------------- | ------- | ---------------------- | -------------------------------- |
| 1.1 | rootify Sprachlern-App                                                   | Ehsan Allahyar Pasar                             | 797.222 €   | 175.000 €     | 18 %    | 175.000 € für 20 % 1.1 | Frank Thelen                     |
| 1.2 | Willhelm Grill Smarter Grill                                             | Michael Schunke, Mathias Dögel                   | 2.400.000 € | 600.000 €     | 20 %    | nein                   | nein                             |
| 1.3 | ROSTdelete Rostentfernungs-Paste                                         | Robert Lehmkuhl                                  | 400.000 €   | 100.000 €     | 20 %    | 100.000 € für 20 %     | Ralf Dümmel                      |
| 1.4 | Pakama Sportrucksack                                                     | Patrick Kessel                                   | 850.000 €   | 150.000 €     | 15 %    | nein                   | nein                             |
| 1.5 | Mimik Skincare Personalisierbare Hautcreme                               | Andreas & Max Winkler, Lara Schenk, Sandra Zerbe | 373.008 €   | 125.000 €     | 25,1 %  | 125.000 € für 30 % 1.5 | Judith Williams                  |
| 2.1 | Maison Baum High Heels                                                   | Christof Baum, Sophie Tréhoret                   | 1.133.333 € | 200.000 €     | 15 %    | nein                   | nein                             |
| 2.2 | flexylot Bilderaufhängesystem                                            | Alexander Schophoff                              | 373.008 €   | 125.000 €     | 25,1 %  | 125.000 € für 30 %     | Ralf Dümmel                      |
| 2.3 | Curassist App für freiberufliche Pflegekräfte                            | Thomas Müller                                    | 2.833.333 € | 500.000 €     | 15 %    | 500.000 € für 30 % 2.3 | Carsten Maschmeyer, Dagmar Wöhrl |
| 2.4 | petTracer Katzenhalsband mit Ortungssystem                               | Alan Ellenberger, Reto Büchel                    | 6.750.000 € | 750.000 €     | 10 %    | nein                   | nein                             |
| 2.5 | YAB Fitness Fitnessgeräte                                                | Christian Polenz                                 | 850.000 €   | 150.000 €     | 15 %    | 200.000 € für 25 % 2.5 | Georg Kofler                     |
| 3.1 | Yuca Loca Pommes aus Maniok-Knollen                                      | Peter Kenning                                    | 360.000 €   | 90.000 €      | 20 %    | nein                   | nein                             |
| 3.2 | CB.Lash Magnetische Wimpern                                              | Barbara Reiter, Christian Steiner                | 800.000 €   | 200.000 €     | 20 %    | 200.000 € für 50 % 3.2 | Judith Williams                  |
| 3.3 | commentaro Plattform zum Kommentieren von Sportveranstaltungen           | Gisbert Wundram, Bendix Eisermann                | 750.000 €   | 250.000 €     | 25 %    | nein                   | nein                             |
| 3.4 | LeiKoSi Sicherungssystem für Leitern                                     | Udo Heyl                                         | 2.250.000 € | 250.000 €     | 10 %    | nein                   | nein                             |
| 3.5 | Lazy Leaf Selbstgießender Blumentopf                                     | Georg Pröpper                                    | 600.000 €   | 150.000 €     | 20 %    | 150.000 € für 20 %     | Ralf Dümmel                      |
| 3.6 | Music Traveler Vermittlungsplattform für Proberäume und Musikinstrumente | Aleksey Igudesman, Julia Rhee, Dominik Joelsohn  | 4.500.000 € | 500.000 €     | 10 %    | nein                   | nein                             |
| 4.1 | caryyygum Gepäckträger für den Fahrradlenker                             | Carl Heinze                                      | 600.000 €   | 150.000 €     | 20 %    | 150.000 € für 40 %     | Ralf Dümmel                      |
| 4.2 | FitterYOU App-basierte Trainingsmatte                                    | Jessica Kramer, Fritz Grünewalt                  | 4.500.000 € | 500.000 €     | 10 %    | nein                   | nein                             |
| 4.3 | Margaret and Hermione Nachhaltige Bademode aus Fischernetzen             | Barbara Gölles                                   | 480.000 €   | 120.000 €     | 20 %    | 125.000 € für 25 %     | Dagmar Wöhrl                     |
| 4.4 | Kofu Tofu-Ersatz aus Kichererbsen                                        | Jörn Gutowski, Zeevi Chaimovitch, Markus Treiber | 1.100.000 € | 150.000 €     | 12 %    | nein                   | nein                             |
| 4.5 | Flexmed Einlegesohle mit Federstahlkern                                  | Werner und Peter Mucha                           | 560.000 €   | 140.000 €     | 20 %    | 140.000 € für 33 %     | Ralf Dümmel                      |
| 5.1 | Capanova Chemiefreie Haarpflegemittel                                    | Benjamin Koch                                    | 1.200.000 € | 400.000 €     | 25 %    | nein                   | nein                             |
| 5.2 | GentleMonkeys Feuchtreinigungstuch für Fahrzeuge                         | Gerhard Pletschacher, Dustin Weidenhiller        | 1.350.000 € | 150.000 €     | 10 %    | 150.000 € für 25 %     | Ralf Dümmel                      |
| 5.3 | Ayse Byzanz Kleidungseinsatz zur Reduzierung von Fettpolstern            | Ayse Kök                                         | 1.350.000 € | 150.000 €     | 10 %    | nein                   | nein                             |
| 5.4 | Sdui Lern- und Kommunikations-Plattform für Schulen                      | Jan Micha Kroll, Daniel Zacharias, Timo Stosius  | 7.000.000 € | 1.000.000 €   | 12,5 %  | nein                   | nein                             |
| 5.5 | RopeScout Leuchtmarkierungen für Campingseile                            | Inna und Vladislav Falk                          | 320.000 €   | 80.000 €      | 20 %    | 80.000 € für 33 %      | Ralf Dümmel                      |
| 6.1 | Panthergrip Rutschfester Schienbeinschützer                              | Hannes Mirow                                     | 360.000 €   | 120.000 €     | 25 %    | 125.000 € für 25 %     | Nils Glagau                      |
| 6.2 | keimEx Antibakterielle Tapete                                            | Ulrich und Paul Eitel                            | 1.500.000 € | 500.000 €     | 25 %    | nein                   | nein                             |
| 6.3 | drinkbetter elixir Nahrungsergänzungsmittel                              | Johannes Bitter, Christian Monzel                | 800.000 €   | 200.000 €     | 20 %    | 300.000 € für 30 %     | Ralf Dümmel, Carsten Maschmeyer  |
| 6.4 | Rankwerk Personalisierter urbaner Gartenbau                              | Hannes Popken, Dennis Lizarzaburu                | 850.000 €   | 150.000 €     | 15 %    | nein                   | nein                             |
| 6.5 | Duschbrocken Festes Shampoo und Duschgel                                 | Johannes Lutz, Christoph Lung                    | 2.250.000 € | 250.000 €     | 10 %    | 250.000 € für 25 %     | Ralf Dümmel                      |
| #   | Name                                                                     | Gründer                                          | Bewertung   | Kapitalbedarf | Anteile | Investment             | Investor                         |

## Einschaltquoten
| Folge | Datum          | Zuschauer        | Zuschauer     | Marktanteil      | Marktanteil   | Quelle |
| Folge | Datum          | Durchschnittlich | 14 – 49 Jahre | Durchschnittlich | 14 – 49 Jahre | Quelle |
| ----- | -------------- | ---------------- | ------------- | ---------------- | ------------- | ------ |
| 1     | 10. März 2020  | 2,20 Mio.        | 1,08 Mio.     | 7,2 %            | 11,5 %        | [ 6 ]  |
| 2     | 17. März 2020  | 2,12 Mio.        | 1,07 Mio.     | 6,3 %            | 10,2 %        | [ 7 ]  |
| 3     | 24. März 2020  | 2,39 Mio.        | 1,15 Mio.     | 7,0 %            | 10,9 %        | [ 8 ]  |
| 4     | 7. April 2020  | 2,49 Mio.        | 1,35 Mio.     | 7,8 %            | 14,4 %        | [ 9 ]  |
| 5     | 14. April 2020 | 2,27 Mio.        | 1,10 Mio.     | 6,7 %            | 10,7 %        | [ 8 ]  |
| 6     | 21. April 2020 | 2,20 Mio.        | 1,03 Mio.     | 6,8 %            | 10,6 %        | [ 8 ]  |